# Lene Poulsen (født 1958)
 Der er flere personer med dette navn, se Lene Poulsen.
Lene Poulsen (født 13. juli 1958 i Aarhus) er en dansk skuespillerinde og teaterproducent, der især er kendt for sin gennembrudsrolle Sanne Olsen i TV-serien Een stor familie fra 1982.
Hun fik sine første teatererfaringer som 10-årig, hvor hun gik på Bodil Lindorffs børneteaterskole, og læste senere videre hos talelærer og skuespiller ved Det Kgl. Teater Martin Hansen. 
Udover at være skuespillerinde på teater, TV og film, har Lene Poulsen været teaterproducent for Teater Guld siden 2007.

## Produktioner

### Teater Guld-produktioner
- Shirley Valentine, monolog-forestilling på turne i hele landet (2008-09)
- Frankie og Johnny / Andrea og Kaj – og den Store Ånd, medspiller Søren Hauch-Fausbøll (2010-11)
- Jeg er rig - soloforestilling (2013-16)
- Op på hesten igen! - soloforestilling (2017-19)

### Øvrige teaterproduktioner
- Teater Orange
- Verdens Mindste Teater
- Nørrebro Teater
- Lorry
- Jomfru Ane Teatret
- Solvognen
- Comedievognen
- Holstebro Børneteater
- Maria Theatret

### TV-produktioner
- Matador (1981)
- Krigsdøtre (1981)
- Een stor familie (1982 - 84)
- Familien Fab (1985)
- Langt fra Las Vegas (2002)
- Teatret ved Ringvejen (2006)
- A-klassen (2012)
- Rita (tv-serie) (2015)
- Allt och Eva (sv) (2024)

### Filmproduktioner
- Pigen fra havet (1980)
- Anja og Viktor - Brændende kærlighed (2007)
- Hvordan vi slipper af med de andre (2007)
- Mennesker bliver spist (2017)
- I familie (2019)
- Stille liv (2023)

### Øvrige produktioner
- Ophavskvinde til Poesiens Dag. En dag hvor forfattere og andre kunstnere optrådte med poesi under åben himmel i Frederiksberg Have, det var en tilbagevendende tradition fra 2002 til 2006.
- Initiativtager til kassettebåndsudgivelsen De tre Helligaftener og Trækfuglene (1988). Digte af Steen Steensen Blicher, indtalt af Martin Hansen.
- Skribent og producent på kabaretforestillingen Vold på Vers på Folketeatret, i samarbejde med Vivian Nielsen.
- Instruktør på julerevy-forestillingen Inde i kulden på Parkteatret i Frederikssund (2018).